# Eudokia
Eudokia (latinisiert auch Eudoxia oder Eudocia) ist ein weiblicher griechischer Vorname. Eudokia (altgriechisch εὐδοκία) bedeutet eigentlich „Wohlgefallen“ und ist aus der Weihnachtsgeschichte des Lukas (Lk 2,14 ) bekannt, eudoxia (griech. εὐδοξία) „guter Ruf“ und „gutes Urteilsvermögen“.

## Heilige
Eudokia ist der Name zweier christlicher Märtyrinnen und Heiligen: 
- Eudokia von Heliopolis († 107/114 in Heliopolis in Phönizien), Nonne
- Eudocia von Persien († 362/364), Nonne

## Theodosianische Dynastie
Bekannte Trägerinnen dieses Namens waren einige weibliche Mitglieder der theodosianischen Dynastie, so
- Aelia Eudoxia (um 380–404), die Frau von Kaiser Arcadius, Mutter von Theodosius II.
  - Aelia Eudocia (um 400–460), die Frau von Kaiser Theodosius II.
    - Licinia Eudoxia (422–462), deren Tochter, die Frau von Kaiser Valentinian III.
      - Eudocia (439–471/472), deren Tochter, die Frau des Vandalenkönigs Hunerich

## Herakleische Dynastie
Auch einige weibliche Mitglieder der herakleischen Dynastie trugen diesen Namen:
- Aelia Flavia († 612), Frau von Herakleios, trägt seit der Krönung den Titel Fabia Eudoxia[2]
  - Epiphania, deren Tochter, ebenfalls als Epiphania Eudokia gekrönt.[3]
- Eudokia, Frau von Kaiser Justinian II. († 711)

## Byzantinisches Kaiserreich
Vom 9. bis 13. Jahrhundert trugen einige weibliche Angehörige des Byzantinischen Kaiserhauses den Namen:
- Eudokia Dekapolitissa, Frau von Kaiser Michael III.[4]
- Eudokia Ingerina (um 840–882), Mätresse von Kaiser Michael III. und Frau von Kaiser Basileios I.
- Eudokia Baiana († 901), Frau von Kaiser Leo VI. (Byzanz), dem Sohn von Basileios und Eudokia Ingerina
- Bertha von Arles († um 949) erhält den Titel Eudoxia als Frau von Kaiser Romanos II. (+ 963).[5]
- Eudokia († nach 1001/vor 1041), Nonne, älteste Tochter von Kaiser Konstantin VIII., Sohn von Kaiser Romanos II.
- Eudokia Komnena, Tochter des Johannes Komnenos, Schwester von Kaiser Alexios I.
- Eudokia Makrembolitissa (1021–1096), die Frau von Kaiser Konstantin X. Dukas, früher fälschlich als Autorin eines Lexikons (Ionia bzw. Violarium) bezeichnet
- Eudokia Komnena († nach 1170), Tochter von Andronikos Komnenos, Geliebte von Kaiser Andronikos I.
- Eudokia Komnena († nach 1202), Tochter von Prinz Alexios Komnenos und Mariana Dukaina, Frau von Wilhelm VIII. von Montpellier
- Eudokia Angelina, Tochter von Kaiser Alexios III. von Byzanz und der Euphrosyne Dukaina[6]
- Eudokia Laskarina (auch: Sophia Laskarina; * 1210/1212, † 1247/53), kaiserliche Prinzessin aus dem byzantinischen Kaiserreich Nikaia und als Frau von Friedrich II. dem Streitbaren, 1229 Erbherzogin von Österreich und Steiermark

## Weitere Namensträgerinnen
- Eudoxia von Kiew († 1209), Tochter des Großfürsten Mstislaw I. von Kiew
- Eudokia Reschetnik (1903–1996), russisch-ukrainische Biologin
- Jewdokija Iwanowna Nossal (1918–1943), ukrainische Lehrerin und Kampfpilotin (Mitglied der «Nachthexen»)
- Dokija Humenna (1904–1996), ukrainische Schriftstellerin